# Anton Igorewitsch Kryssanow
Anton Igorewitsch Kryssanow (russisch Антон Игоревич Крысанов; * 25. März 1987 in Toljatti, Russische SFSR) ist ein russischer Eishockeyspieler, der zuletzt bei Amur Chabarowsk in der Kontinentalen Hockey-Liga unter Vertrag stand.

## Karriere

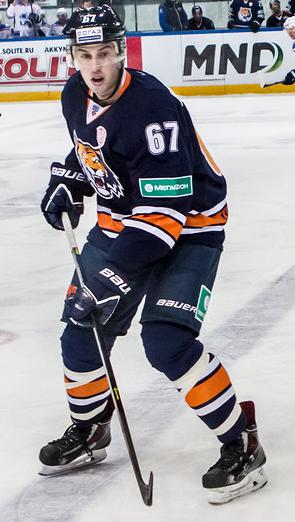
Kryssanow im Trikot von Amur Chabarowsk (2014)

Anton Kryssanow begann seine Karriere als Eishockeyspieler in seiner Heimatstadt im Nachwuchsbereich des HK Lada Toljatti, für dessen Profimannschaft er in der Saison 2004/05 sein Debüt in der russischen Superliga gab. In seinem Rookiejahr erzielte der Stürmer in 15 Spielen ein Tor und wurde mit seinem Team Vizemeister. Mit Lada gewann er auf europäischer Ebene 2006 den IIHF Continental Cup. Nachdem er in der Saison 2008/09, der Premierenspielzeit der neu gegründeten Kontinentalen Hockey-Liga, in 51 Spielen acht Tore für Toljatti erzielt und weitere 14 vorbereitet hatte, wechselte der ehemalige Junioren-Nationalspieler zur folgenden Saison zu Ladas Ligarivalen HK Dynamo Moskau.    
Die Saison 2010/11 verbrachte Kryssanow bei Neftechimik Nischnekamsk. Dort begann er auch die folgende Spielzeit, ehe er im Oktober 2011 im Tausch gegen Jegor Milowsorow zum HK Jugra Chanty-Mansijsk transferiert wurde. Beim HK Jugra kam er in den folgenden drei Spieljahren nicht über die Rolle eines Ergänzungsspieler hinaus, so dass er im Mai 2014 gegen eine Ablösesumme an Awtomobilist Jekaterinburg abgegeben wurde. Dort stand er bis Anfang Dezember 2014 unter Vertrag. Wenige Tage später wurde er von Amur Chabarowsk bis zum Saisonende verpflichtet.
Anschließend erfolgten Engagements beim HK Witjas und erneut bei Lada Toljatti, ehe er im Dezember 2016 zu Amur Chabarowsk zurückkehrte. Dort erhielt er im April 2017 zunächst eine Vertragsverlängerung, die jedoch im August des gleichen Jahres aufgehoben wurde.

### International
Für Russland nahm Kryssanow an der U18-Junioren-Weltmeisterschaft 2005 sowie der U20-Junioren-Weltmeisterschaft 2007 teil.

## Erfolge und Auszeichnungen
- 2005 Russischer Vizemeister mit dem HK Lada Toljatti
- 2006 IIHF-Continental-Cup-Gewinn mit dem HK Lada Toljatti
- 2007 Silbermedaille bei der U20-Junioren-Weltmeisterschaft

## KHL-Statistik
(Stand: Ende der Saison 2016/17)